# Peter Sinclair (artiste)
Pour les articles homonymes, voir Peter Sinclair et Sinclair.
Peter Sinclair est un artiste né en 1962 à Walberswick dans le Suffolk en Angleterre. Il vit et travaille actuellement à Marseille.
Depuis 1996, il est responsable du département son à l'école supérieure d'art d'Aix-en-Provence.
Il a collaboré avec l’artiste new yorkais G. H. Hovagymian, avec lequel il reçut un prix pour l'installation A Soap Opera For Laptopslors du Festival Ars Electronica. Il a récemment collaboré avec Cyrille C. de Laleu.
Il est actuellement responsable, avec Jérôme Joy, du laboratoire de recherche Locus Sonus. Leur axe de recherche se focalise sur les notions d'espace et de réseau en art audio, et se caractérise également par l'utilisation du streaming.

## Œuvres
Il utilise le son comme principal médium, dans un registre humoristique et dans une perspective transdisciplinaire qui sont des propositions de nouveaux espaces à expérimenter plutôt que des installations figées. À ce sujet, beaucoup d'exemples pourraient être cités, comme Beau comme un camion réalisée en 1989, mais encore la création d'une opérette John et la fée électrique en 1997. Ou encore le projet sur lequel il travaille : RoadMusic AutoSync, un dispositif  grâce auquel la route génère des sons.
Dans les années 1980, il travaille avec des matériaux de récupération et construit des "machines" sonores. Une de ses principales œuvres est The Orchestra réalisée de 1983 à 1987. Un orchestre de machines mécaniques reliées au cerveau The Brain piloté par l'artiste même, lui permettant de mettre en marche les machines et de régler leur vitesse.
Pour construire ses machines, il utilisera d’abord des matériaux de récupération en développant une relation au mouvement et à la matière très forte. Vers le milieu des années 1990, il se tournera vers l’informatique, un outil avec lequel il "maltraitera" des machines, et toujours dans une relation au mouvement, voire à l'évolution de cette matière qui lui est chère et du fait qu'elle soit inattrapable.